# Megacryometeor
Ein Megacryometeor (etwa: Riesen-Eis-Meteor) ähnelt in Aussehen, chemischer Zusammensetzung und Isotopenkombination sehr einem großen Hagelkorn. Er ist aber sehr viel größer und bildet sich unter anderen atmosphärischen Bedingungen.
Geprägt wurde der Name von dem spanischen Planetologen Jesus Martinez-Frías vom Institut für Astrobiologie in Madrid. Er arbeitet seit Januar 2000 an diesem Thema, als ein fußballgroßer Megacryometeor von ca. 2 kg die Frontscheibe eines Autos in Tocina (Andalusien) zertrümmerte, und das bei klarem Himmel. In den nachfolgenden Tagen gab es noch eine Reihe von ähnlichen Fällen. Inzwischen gibt es auch Berichte zu diesem Phänomen aus anderen Ländern. Obwohl auch Hagelkörner sehr groß werden können – 2002 gab es bei einem Hagelsturm in China 25 Tote –, fallen Megacryometeore wegen ihrer Größe in eine andere Kategorie. Sie werden gelegentlich mit Meteoriten verwechselt, da sie beim Einschlag kleine Krater bilden können.
Von verschiedenen Meteorologen wird das Vorkommen solcher Riesen-Hagelkörner angezweifelt.

## Größe
Seit 2000 wurden mehr als 50 Megacryometeore bekannt. Ihr Gewicht liegt im Normalfall zwischen 0,5 und mehr als 50 kg. Aus Brasilien wurde berichtet, dass 1993 je ein 50 kg und ein 200 kg schweres Stück vom Himmel gefallen sein soll. Der größte bekannt gewordene Megacryometeor wog über 400 kg und schlug am 21. Juli 2004 bei Toledo ein.

## Entstehung
Die Entstehung von Megacryometeoren ist bisher nicht ausreichend geklärt, es werden mehrere Mechanismen diskutiert. Analysen haben gezeigt, dass die Meteore aus normalem Regenwasser bestehen. Megacryometeore haben nichts mit den Brocken zu tun, die manches Mal aus defekten Flugzeugtoiletten fallen. 2007 gab es 52 Fälle von Riesen-Hagelkörnern in Großbritannien, und nur einer konnte einer Flugzeugtoilette zugeordnet werden, leicht zu erkennen an der Blaufärbung durch das Desinfektionsmittel.
Eine Vermutung ist, dass sie sich wie Hagel bilden. Nach anderen Überlegungen sollen sie sich bei Schwankungen der Tropopause bilden.
Im April 2010 schlug in einem Vorort von Würzburg ein ca. 50 kg schweres Exemplar ein. Nach Untersuchungen des privaten Instituts für Wetter- und Klimakommunikation (Hamburg) korrelierten Zeitpunkt und Randbedingungen des Einschlag sehr gut mit dem Überflug einer Verkehrsmaschine vom Typ Boeing 737-700. Die Zusammensetzung entsprach der von Regenwasser, es könnte sich somit um an der Maschine auskondensierten atmosphärischen Wasserdampf handeln.